# هایک تومانیان
هایک غازاری (لازاری) تومانیان (ارمنی: Հայկ Ղազարի (Լազարի) Թումանյան؛  زادهٔ ۱۲ مهٔ ۱۹۰۱ - درگذشته ۱۹۷۱) فرد نظامی و جاسوس اهل ارمنستان بود.

## زندگی‌نامه
وی در ۱۲ مهٔ ۱۹۰۱ در تفلیس به دنیا آمد و در دانشگاه کمونیستی سوردلوف (۱۹۲۴) و دانشکده ویژه آکادمی نظامی فرونزه (۱۹۲۹) فارغ‌التحصیل گشت . همچنین برندهٔ جوایزی همچون نشان افتخارنشان پرچم سرخ کار، نشان لنین، نشان پرچم سرخ کار، نشان پرچم سرخ، مدال به خاطر پیروزی مقابل آلمان در جنگ بزرگ میهنی (۱۹۴۵–۱۹۴۱) و نشان ستاره سرخ شده است. وی در ۱۹۷۱ در سن ۷۰ سالگی در مسکو درگذشت و در گورستان نووودویچی به خاک سپرده شد.

## نگارخانه

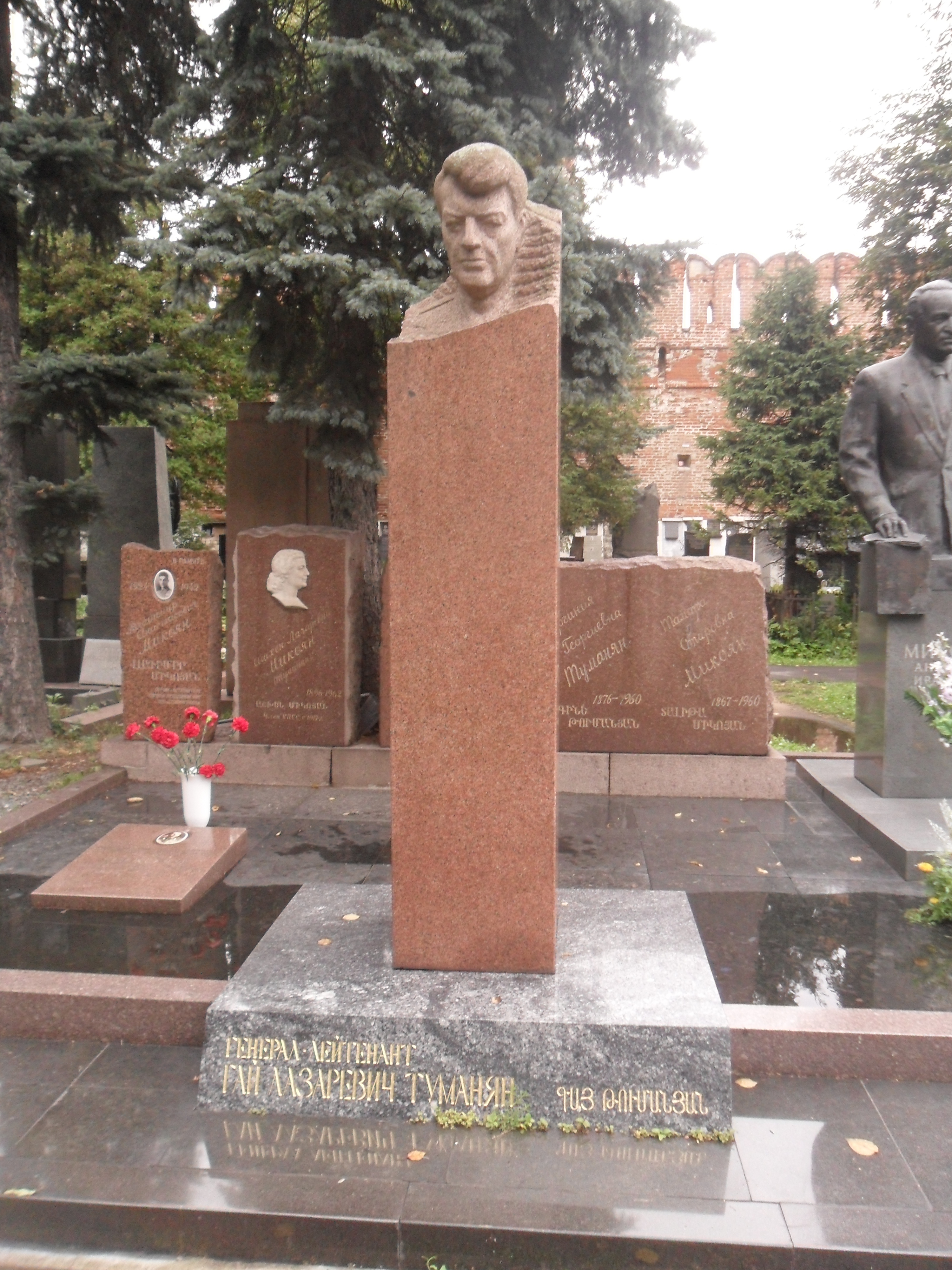

## یادداشت
1. ↑  պատերազմներ Չին-խորհրդային հակամարտություն
2. ↑  Խորհրդա-ֆիննական պատերազմ
3. ↑  Մ. Վ. Ֆրունզեի անվան ռազմական ակադեմիայի հատուկ ֆակուլտետ
4. ↑  Յա․ Սվերդլովի անվան կոմունիստական համալսարան
5. ↑  Մ. Վ. Ֆրունզեի անվան ռազմական ակադեմիայի հատուկ ֆակուլտետ